# 血管肉腫
血管肉腫（Hemangiosarcoma、9120/3）は、急速に成長する侵襲性の高い稀な悪性腫瘍である。殆どイヌにしか発生せず、ネコ、ウマ、マウス、ヒトには稀にしか発生しない。血管の内壁に発生する肉腫であり、顕微鏡で見ると血液の詰まった溝や空間がよく観察される。死因の多くは、この腫瘍の破裂による失血死である。
“Angiosarcoma”（脈管肉腫）という用語は、接頭辞なしで使用される場合、多くの場合、血管肉腫を指す。しかし、脈管肉腫に含まれる血管球血管肉腫（Glomangiosarcoma、8710/3）とリンパ管肉腫（Lymphangiosarcoma、9170/3）は（ヒトでは）血管肉腫とは異なる疾患である。